# Vilnîi Step, Novi Sanjarî
Vilnîi Step (în ucraineană Вільний Степ) este un sat în comuna Kruta Balka din raionul Novi Sanjarî, regiunea Poltava, Ucraina.

## Demografie
Componența lingvistică a localității Vilnîi Step
     Ucraineană (97,33%)
     Rusă (2,67%)
Conform recensământului din 2001, majoritatea populației localității Vilnîi Step era vorbitoare de ucraineană (97,33%), existând în minoritate și vorbitori de rusă (2,67%).